# Oplismenus thwaitesii
Oplismenus thwaitesii är en gräsart som beskrevs av Joseph Dalton Hooker. Oplismenus thwaitesii ingår i släktet Oplismenus och familjen gräs. Inga underarter finns listade i Catalogue of Life.